# خطوط رياح الشرق الجوية الرحلة 517
خطوط رياح الشرق الجوية الرحلة 517 طائرة بوينغ 737-201 كانت تحمل علي متنها 48 راكبا و5 من أفراد الطاقم وكانت متجهة من ترنتون إلي ريتشموند في 9 يونيو 1996 وبينما كانت الطائرة تخف سرعتها للهبوط بدأت بالانقلاب رأسا علي عقب مرتين لليمين وبدأ الكابتن براين بيشوب والمساعد أول سبنسر غريفين بزيادة السرعة بسرعة 250 عقدة/ساعة (460 كم/ساعة) حتي تلامست الطائرة المدرج وأخفض سرعة الطائرة وقد نجح الأمر ونجا جميع الركاب والطاقم البالغ عددهم 53 شخصا وقد جرح راكب واحد بجراح طفيفة.